# بزرگراه ۶ (عراق)
بزرگراه ۶ یک بزرگراه در عراق می‌باشد که از بغداد تا بصره گسترده شده‌است. این راه از کوت و عماره عبور می‌کند.